# Alvise I Mocenigo
Alvise I Mocenigo (Venezia, 26 ottobre 1507 – Venezia, 4 giugno 1577) fu l'85º doge della Repubblica di Venezia.

## Biografia

### Infanzia ed educazione
Figlio di Tommaso e Lucrezia Marcello, poco si sa della sua famiglia. 
Era molto portato per le materie di studio ed era un ammiratore delle antichità classiche.

### Matrimonio
Si sposò con Loredana Marcello (morta nel 1572).

### Carriera diplomatica
Svolse una proficua carriera diplomatica.
Ambasciatore nel 1545 presso Carlo V (che lo creò conte palatino), nel 1557 presso il pontefice e nel 1564 presso l'imperatore.
Nel 1566 fu nominato capo del Consiglio dei Dieci e procuratore di San Marco (1565).
Nel 1567, ritenendo i tempi ormai maturi, aveva presentato la sua candidatura al soglio dogale ma l'accanita concorrenza di ben tre diretti rivali aveva talmente disperso i voti che dopo settantotto scrutini s'era preferito far eleggere il vecchio e malato Pietro Loredan.
Alla morte di quest'ultimo, Mocenigo tornò alla carica riuscendo finalmente vincitore.

### Dogato
Quando venne eletto, il 15 maggio 1570, Venezia si stava preparando alla guerra contro i Turchi che, desiderosi di impossessarsi dell'isola di Cipro, in mani veneziane dal 1480, avevano allestito una potente flotta per conquistarla.
Nel periodo 1570 – 1571 le cose si misero male sull'isola che, presto, nonostante una dura lotta per il possesso di Nicosia (9 settembre) e la strenua resistenza di Famagosta (ove il comandante Marcantonio Bragadin, arresosi con la guarnigione, venne spellato vivo), cadde in mani nemiche.
A questo punto, in modo molto tardo e senza gran effetto, si collocò l'alleanza fortemente voluta da Papa Pio V che portò una flotta cristiana a distruggere la flotta turca a Lepanto (battaglia di Lepanto, 7 ottobre 1571).
Il successo, isolato e non sfruttato, non portò a benefici e Venezia fu costretta ad una gravosa pace (7 marzo 1573) con cui cedette l'isola.
Il resto del dogato di Mocenigo non passò sotto migliori auspici: un incendio distrusse il Palazzo Ducale (11 maggio 1574, si sarebbe ripetuto nel dicembre 1577), vi fu un'acqua alta straordinaria, il ritorno della peste nel 1575 e della malaria nel 1576.
Durante il luglio 1574 in qualità di doge ricevette la visita di Enrico III, nuovo Re di Francia, di passaggio per Venezia dalla Polonia per ricevere il nuovo trono.

### Morte

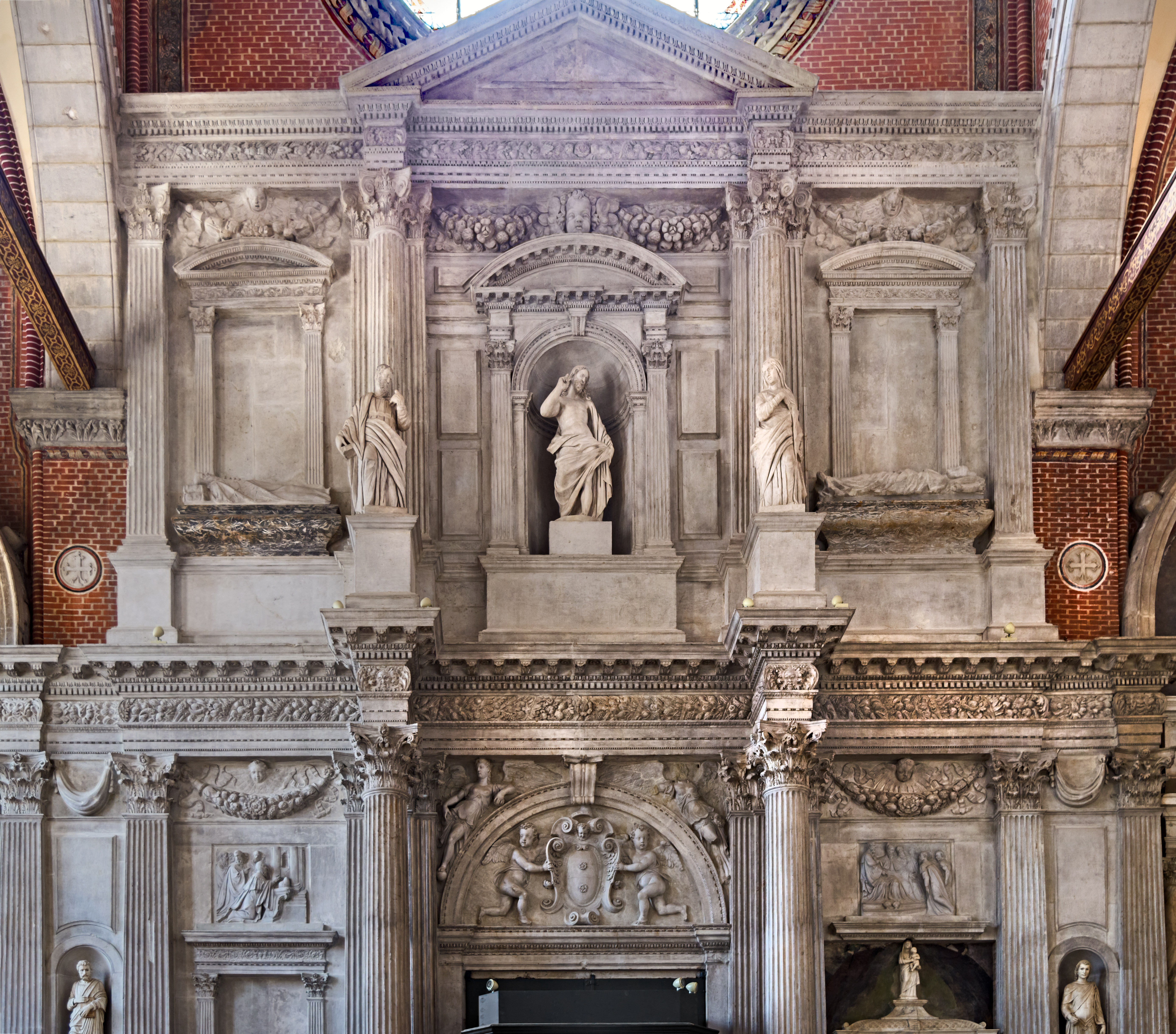
Monumento di Alvise Mocenigo

Morì il 4 giugno 1577 senza essere troppo rimpianto dal popolo.